# Alger-Centre
Alger-Centre (în arabă الجزائر الوسطى) este o comună și oraș din provincia Alger, Algeria.
Populația comunei este de 75.541 de locuitori (2008).